# The Popular Magazine

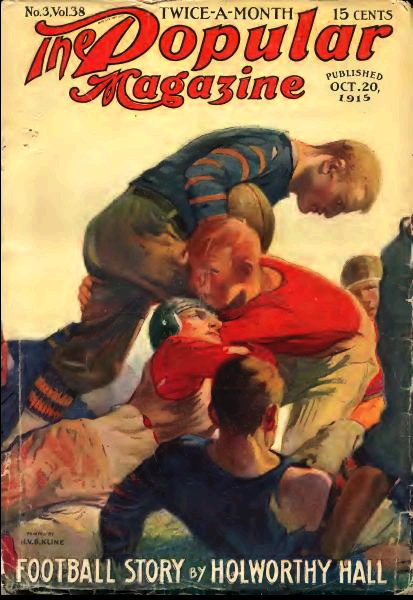
Die -Ausgabe vom 20. Oktober 1915

The Popular Magazine war ein amerikanisches Pulp Magazin aus New York City, das von dem Verlag Street & Smith vom November 1903 bis Oktober 1931 in 612 Ausgaben veröffentlicht wurde. Das Magazin enthielt Kurzgeschichten, Novellen, serialisierte größere Werke und sogar ganze Kurzromane. Das Thema des Magazins erstreckte sich über verschiedene Genres, tendierte aber im Wesentlichen zu Abenteuergeschichten für Männer. Dies traf vor allem in den späteren Jahren zu, als der Trend zu Hardboiled-Geschichten stark ausgeprägt war. Das Popular Magazine wertete sich als „ein Magazin für Männer und Frauen, die gerne über Männer lesen“.

## Editionsgeschichte
The Popular Magazine wurde von Street & Smith publiziert und von 1903 bis 1904 von Henry Harrison Lewis und von 1904 bis 1928 von Charles Agnew MacLean herausgegeben. Sie erschien monatlich ab November 1903, halbmonatlich ab 1. Oktober 1909, danach wöchentlich ab 24. September 1927, erneut halbmonatlich ab 7. Juli 1928 und monatlich vom Februar bis September 1931. Im Oktober 1931 wurde The Popular Magazine mit den Complete Stories, ebenfalls von Street & Smith, fusioniert und damit eingestellt.
The Popular Magazine begann als Zeitschrift für Jungen, der redaktionelle Fokus verlagerte sich jedoch nach nur drei Ausgaben auf den Bereich der Mainstream-Geschichten für Erwachsene. Sie wurde damit eine der ersten Zeitschriften, die in Konkurrenz zu The Argosy von Frank A. Munsey erschien. Sie wurde auf Zellstoffpapier gedruckt und kann wie andere Pulp Magazines als Vorläufer der „Pulp-Fiction“-Magazine angesehen werden, die in den 1920er bis 1950er Jahren populär waren. Wie diese wurde es zu einem günstigen Preis verkauft, um Geschichten „für den einfachen Mann“ zu verbreiten. Mehrere Ausgaben von The Popular Magazine enthielten Illustrationen von N.C. Wyeth.
Einer der ersten Erfolge der Zeitschrift war die Veröffentlichung von H. Rider Haggards Roman She, Ayesha: The Return of She im Januar bis August 1905, das zwar auch in dem britischen Magazin The Windsor Magazine erschien, jedoch dort erst später abgeschlossen wurde. Andere bekannte Autoren, die in Ausgaben von The Popular Magazine veröffentlicht wurden, waren Morgan Robertson, H.G. Wells, Rafael Sabatini, Zane Grey, Beatrice Grimshaw, Elmer Brown Mason, James Francis Dwyer und William Wallace Cook. Das Popular Magazine veröffentlichte zudem Craig-Kennedy-Geschichten von Arthur B. Reeve und andere Krimis von Frederick William Davis und Lemuel De Bra sowie Spionagegeschichten von E. Phillips Oppenheim und George Bronson-Howard. MacLean erklärte in einem Leitartikel von 1910, dass er nicht wollte, dass das Popular Magazine „Geschichten über das absolut Unmögliche“ veröffentliche, trotzdem erschienen im Popular Magazine auch Science-Fiction- und Fantasy-Geschichten von Edwin Balmer, John Buchan, John Collier, Roy Norton, Sax Rohmer, Fred MacIsaac, George Sterling und Edgar Wallace.
Der Name des Magazins wurde gegen Ende seiner Veröffentlichung mehrfach leicht geändert: Im Dezember 1927 wurde es zu Popular Stories und einen Monat später zu The Popular. Im Oktober 1928 wurde der Name wieder in The Popular Magazine geändert. Um 1930 gab es einen deutlichen Wechsel der Schriftsteller und der Verlag Street & Smith gab in der Korrespondenz mit einem seiner damaligen Autoren zu, dass beschlossen worden war, „sich auf Material von schnellerer und billigerer Qualität zu konzentrieren“.

## Belege
1. 1 2 3 4  Mike Ashley, John Eggeling: Popular Magazine, The In: John Clute, Peter Nicholls (Hrsg.): The Encyclopedia of Science Fiction, 3. April 2015; abgerufen am 27. März 2019.
2. ↑  The Popular Magazine in The Pulp Magazines Project; abgerufen am 27. März 2019.
3. 1 2  „Horrorliteratur vor Lovecraft.“ In: Leslie S. Klinger: H.P. Lovecraft – Das Werk. Übersetzung von Andreas Fliedner und Alexander Pechmann, Originaltitel The New Annotated H.P. Lovecraft. Fischer TOR, Frankfurt/Main 2017; S. 29. ISBN 978-3-596-03708-7.